# توربین، استان لوبین
توربین، استان لوبین (به لاتین: Turobin) یک منطقهٔ مسکونی در لهستان است که در Gmina Turobin واقع شده‌است.

## خصوصیات
توربین ۱٬۰۳۶ نفر جمعیت دارد.